# (12282) Crombecq
(12282) Crombecq (1991 BV1) – planetoida z grupy pasa głównego asteroid okrążająca Słońce w ciągu 4,49 lat w średniej odległości 2,72 j.a. Odkryta 21 stycznia 1991 roku.